# Helcon reticulatus
Helcon reticulatus är en stekelart som beskrevs av Sharma 1984. Helcon reticulatus ingår i släktet Helcon och familjen bracksteklar. Inga underarter finns listade i Catalogue of Life.